# Lina Mpele
Lina Mpele Ngwanzo, née le 10 septembre 1992, connue sous le nom de Lina Mpele, est une footballeuse congolaise qui joue en tant que défenseure du club équato-guinéen Malabo Kings FC et de l'équipe nationale féminine de la RD Congo.

## Carrière internationale
Mpele est sélectionnée pour la RD Congo au niveau senior lors du Championnat d'Afrique féminin 2012.